# Vall de Núria

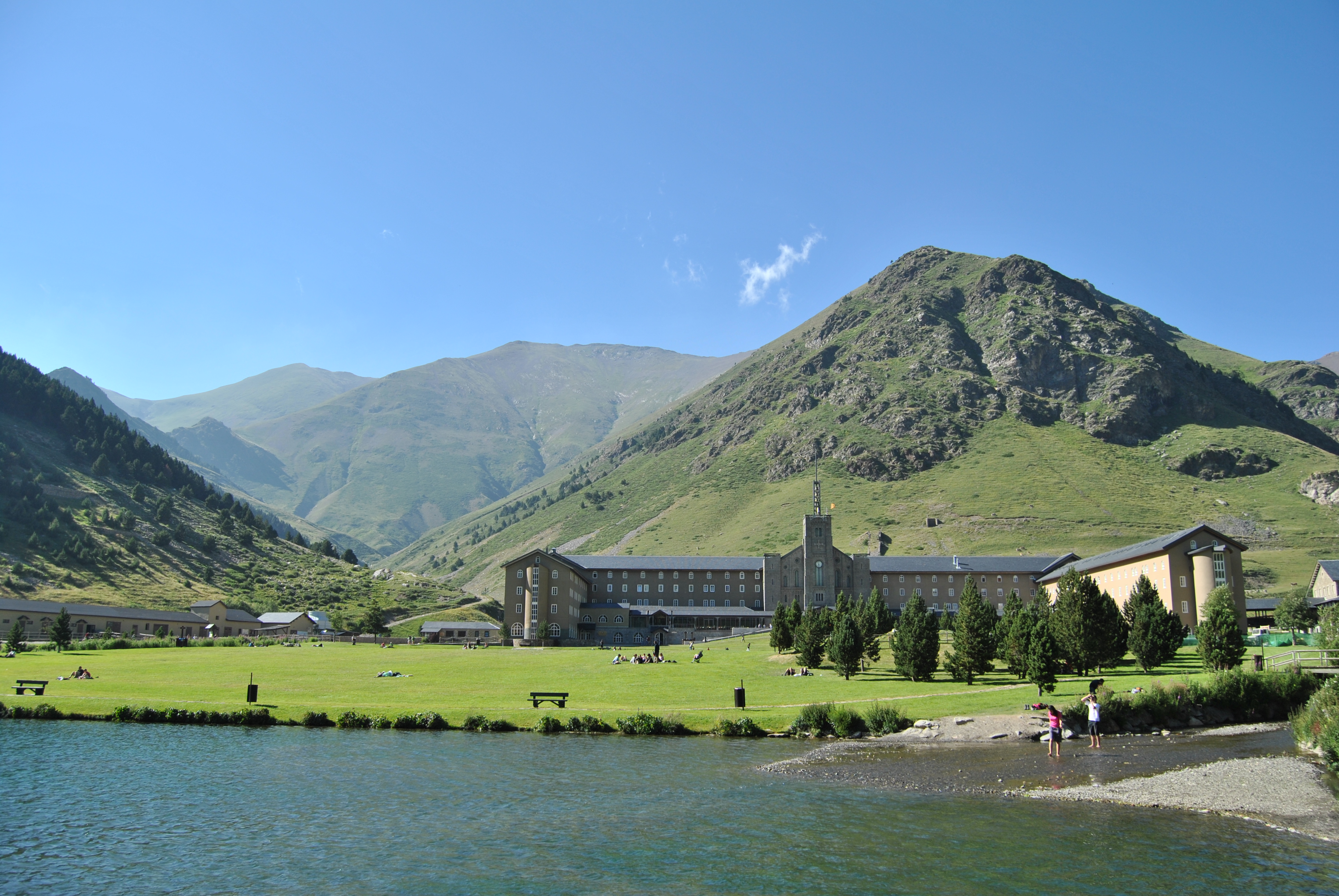
Vall de Núria

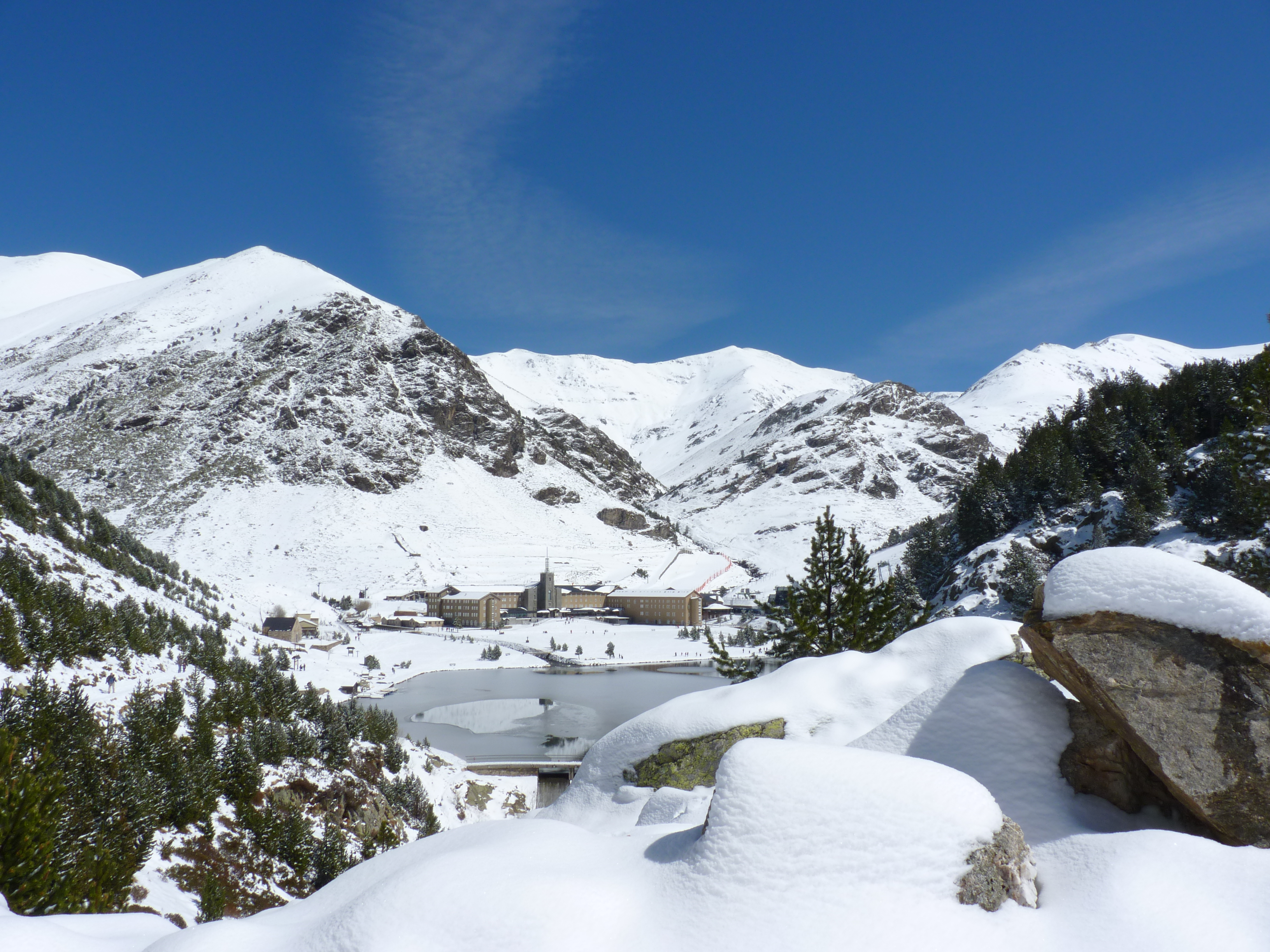
Vall de Núria in de winter

De Vall de Núria is een bergdal in de zuidflank van de Catalaanse Pyreneeën, behorend bij de gemeente Queralbs, in de comarca Ripollès in de provincie Girona. Boven in het dal, op 1.964 meter boven de zeespiegel en nabij de grens met Frankrijk, bevinden zich een bedevaartsoord en een skioord, die te bereiken zijn met een tandradspoorweg van Núria vanuit Ribes de Freser.
Het dal wordt aan drie kanten omgeven door toppen van bijna 3.000 meter hoog. De hoogste is de Puigmal met een hoogte van 2.910 meter. Bij het bedevaartsoord komen drie stroompjes samen, die gezamenlijk het riviertje Riu de Núria vormen, dat uitkomt in de Freser, die op zijn beurt afwatert in de Ter. Door de smalle opening van het dal naar het zuiden en het bijzondere microklimaat dat zo ontstaat, komen er in het dal naast de typische flora en fauna van de Pyreneeën ook dier- en plantsoorten voor uit Centraal-Europa en het Alpine hooggebergte.
Het bedevaartsoord is gewijd aan de Mare de Déu de Núria, de beschermheilige van het bisdom Urgell en de Catalaanse Pyreneeën. In kamer 202 van het hotel bij het bedevaartsoord werd in 1931 het Estatut d'Autonomia de Catalunya opgesteld, dat de autonomie van Catalonië binnen de Tweede Spaanse Republiek moest regelen. Dit statuut werd in 1931 goedgekeurd in een referendum en aansluitend in 1932 door de Cortes Generales in Madrid, hoewel in sterk afgezwakte vorm.
Het skistation, gericht op families met kinderen, wordt uitgebaat door de Ferrocarrils de la Generalitat de Catalunya en bestaat uit 11 pistes. Buiten de winter wordt het gebied veelvuldig bezocht door wandelaars.